# Jenny Martínez
María Eugenia Martínez (Buenos Aires, 4 de agosto de 1994), conocida artísticamente como Jenny Martínez, es una actriz, cantante, modelo, presentadora y psicóloga argentina. Es conocida por su actuación en la serie de televisión Aliados, producida por Cris Morena.

## Primeros años
Jenny Martínez nació en Buenos Aires, Argentina, el 4 de agosto de 1994. Realizó la escuela secundaria en el colegio Todos Los Santos en la localidad de Villa Adelina, en el Gran Buenos Aires. Desde niña tuvo tendencia hacia las actividades artísticas, asistiendo a clases de comedia musical en su colegio.

## Carrera
Su carrera inició en 2013 cuando quedó seleccionada en un casting de la productora de televisión Cris Morena para ser una de las protagonistas de la serie juvenil Aliados donde interpretó a Venecia. La serie contó con dos temporadas estrenadas en 2013 y 2014 respectivamente. Con el elenco de Aliados grabó dos bandas de sonido con las canciones de la serie y formó parte de la adaptación teatral de la serie en 2014. En 2014 además fue actriz invitada en la obra de teatro El club del hit.
En febrero de 2015 debutó como conductora en el programa de entrevistas para Internet Fans en Vivo por el canal FWTV, junto a Coco Maggio y Micaela Vázquez. Permaneció en el programa hasta el 2016.
En 2017 volvió a la actuación para ser la antagonista principal de la telenovela juvenil Divina, está en tu corazón, protagonizada por Laura Esquivel.
Además Jenny ha sido modelo de varias marcas de ropa como Muaa, 47 Street, entre otras. También apareció en revistas como Para Teens y TKM, y realizó campañas publicitarias para KeyCod, Elizabetta, Natalia Neu, Bendito Glam, Le Ninfe, Marimba, y Natacha Morales.
Durante el 2016 interpretó a Alicia de Alicia en el país de las maravillas en  una campaña gráfica junto a Mariano Martínez, Nazareno Casero, Mariana Bonilla y Chantal Torres con el fin de darle promoción a la película de Walt Disney Pictures, Alicia a través del espejo estrenada ese mismo año.

## Vida personal
Estudió la carrera de psicología en la Facultad de Psicología de la Universidad de Buenos Aires, la cual finalizó en 2019.

## Filmografía

### Televisión
| Televisión  | Televisión                 | Televisión      | Televisión          | Televisión |
| Año         | Título                     | Personaje / Rol | Canal               |            |
| ----------- | -------------------------- | --------------- | ------------------- | ---------- |
| 2013 - 2014 | Aliados                    | Venecia         | Telefe / Fox        |            |
| 2015 - 2016 | Fans en Vivo               | Conductora      | FWTV                |            |
| 2017        | Divina, está en tu corazón | Sofía           | Canal 13 / Televisa |            |

### Teatro
| 2014 | El club del hit     | Ella misma |
| 2014 | Aliados, el musical | Venecia    |

## Discografía
Bandas sonoras
- 2013: Aliados
- 2014: Aliados Versión Extendida

Sencillos promocionales
- 2015: «Story of my life» con Máximo Espíndola para Fans en Vivo
- 2018: «Bomba Argán» para publicidad de Sedal